# Karl Theobald
Karl Theobald (Yarmouth, 5 augustus 1969) is een Brits acteur.

## Biografie
Theobald was in zijn beginjaren de komedie-partner van Russell Brand. In de jaren negentig vormden ze het duo Theobald and Brand on Ice. Theobald heeft ook enkele scripts geschreven voor de series The Sketch Show en Smack the Pony. De eerste film waarin Theobald meespeelde was een parodie uit 2004, namelijk AD/BC: A Rock Opera. Hierin vertolkte hij Shepherd. De eerste serie waarin hij meespeelde was Green Wing, vanaf 2004, waarin hij een student-dokter genaamd Martin Dear speelde. Ook speelde hij mee in het hoorspel The Exterminating Angels.

## Filmografie

### Films
| Jaar | Titel                                   | Rol                    | Opmerkingen |
| ---- | --------------------------------------- | ---------------------- | ----------- |
| 2004 | AD/BC: A Rock Opera                     | Shepherd               |             |
| 2006 | The Truth                               | Spud                   |             |
| 2007 | Buying Porn                             | Jack                   |             |
| 2007 | Nora                                    | Argite (stem)          |             |
| 2007 | Moonmonkeys                             | Onbekend               |             |
| 2008 | Clive Hole                              | Tatum Wilkinson        |             |
| 2009 | I Am Ruthie Segal, Hear Me Roar         | Onbekend               |             |
| 2009 | Nativity!                               | Vader                  |             |
| 2010 | Get Him to the Greek                    | Ober                   |             |
| 2010 | Common Film Ground                      | Karl                   |             |
| 2011 | Rekindled                               | Tim Stevens            |             |
| 2013 | Alan Partridge: Alpha Papa              | Greg Frampton          |             |
| 2014 | Downhill                                | Keith                  |             |
| 2015 | Mortdecai                               | Tuinman                |             |
| 2015 | Pawel the Polish Mouse Goes to the Moon | Pawel the Polish Mouse |             |
| 2016 | Alan Partridge's Scissored Isle         | Joel Maidment          |             |
| 2016 | Swing Away                              | Thomas                 |             |
| 2017 | Carnage: Swallowing the Past            | Vader                  |             |

### Televisie
| Jaar      | Titel                 | Rol                 | Opmerkingen |
| --------- | --------------------- | ------------------- | ----------- |
| 2004-2007 | Green Wing            | Dokter Martin Dear  |             |
| 2006      | The Virgin Queen      | Alsop               |             |
| 2007      | Doc Martin            | Anthony Oakwood     |             |
| 2008      | Primeval              | Oliver Leek         |             |
| 2011-2012 | Twenty Twelve         | Graham Hitchins     |             |
| 2012      | Skins                 | David Henley        |             |
| 2012-2013 | Pramface              | Jeremy              |             |
| 2012      | National Theatre Live | Itzak               |             |
| 2013      | Common Ground         | Klive Richards      |             |
| 2013      | Jo                    | Oliver              |             |
| 2013-2018 | Plebs                 | Huisbaas            |             |
| 2013      | Doll & Em             | Oliver              |             |
| 2016      | Trollied              | Phil Smith          |             |
| 2017      | GameFace              | Graham de therapeut |             |
| 2017      | Sick Note             | Michael             |             |
| 2018      | Midsomer Murders      | Doug Vaughan        |             |

- Library of Congress Control Number: no2018028486
- Virtual International Authority File: 6103152080604207230005
- WorldCat: E39PBJy8t6bY9J6BQV8KrbXKh3